# Czuwaj (czasopismo)
Czuwaj – miesięcznik instruktorów harcerskich Związku Harcerstwa Polskiego (do połowy 1993 dwutygodnik), wydawany w Warszawie przez Główną Kwaterę. Obecnie jedyne ogólnopolskie papierowe czasopismo ZHP.
„Czuwaj” jest kontynuacją czasopisma „Motywy”.

## Indeks

### Dwutygodnik instruktorów ZHP
Warszawa, Wydawca: Główna Kwatera Związku Harcerstwa Polskiego.
PL ISSN 0867-2024.
- Rok I: 1990, nr 1-10, wrzesień-grudzień – nakład 11 500 egz.
- Rok II: 1991, nr 1(11)-24(34) styczeń-grudzień – nakład 8000 egz.
- Rok III: 1992, nr 1(35)-24(58) styczeń-grudzień
- Rok IV: 1993, nr 2(60)-12(70), styczeń-czerwiec

### Miesięcznik instruktorów ZHP
- Rok IV: 1993, nr 13-14(71-72)-18(76), sierpień-grudzień
- Rok V: 1994, nr 1(77)-12(88), styczeń-grudzień + Magazine of the Polish Scout Association
- Rok VI: 1995, nr 1(89)-12(100), styczeń-grudzień
- Rok VII: 1996, nr 1(101)-12(112), styczeń-grudzień
- Rok VIII: 1997, nr 1(113)-12(123), styczeń-grudzień
- Rok IX: 1998, nr 1(125)-12(136), styczeń-grudzień
- Rok X: 1999, nr 1(137)-12(147), styczeń-grudzień
- Rok XI: 2000, nr 1(148)-12(159), styczeń-grudzień
- Rok XII: 2001, nr 1(160)-12(171), styczeń-grudzień
- Rok XIII: 2002, nr 1-2(172/173) i 3(174), styczeń-marzec

zmiana formatu na A4 – 2300 egz.
- Rok XIII: 2002, nr 4(175)-7(178), wrzesień-grudzień
- Rok XIV: 2003, nr 1(179)-12(190), styczeń-grudzień
- Rok XV: 2004, nr 1(191)-12(202), styczeń-grudzień
- Rok XVI: 2005, nr 1(203)-12(214), styczeń-grudzień
- Rok XVII: 2006, nr 1(215)-12(226), styczeń-grudzień

zmiana formatu na B5 – 1600 egz.
- Rok XVIII: 2007, nr 1(227)-12(238), styczeń-grudzień
- Rok XIX: 2008, nr 1(239)-12(250), styczeń-grudzień
- Rok XX: 2009, nr 1(251)-12(262), styczeń-grudzień
- Rok XXI: 2010, nr 1(263)-12(274), styczeń-grudzień
- Rok XXII: 2011, nr 1(275)-12(286), styczeń-grudzień
- Rok XXIII: 2012, nr 1(287)-12(298), styczeń-grudzień
- Rok XXIV: 2013, nr 1(299)-12(310), styczeń-grudzień

druk w pełnym kolorze – 300-1000 egz. + wersja cyfrowa (PDF)
- Rok XXV: 2014, nr 1(311)-12(322), styczeń-grudzień
- Rok XXVI: 2015, nr 1(323)-12(334), styczeń-grudzień
- Rok XXVII: 2016, nr 1(335)–12(346), styczeń-grudzień
- Rok XXVIII: 2017, nr 1(347)–12(358), styczeń-grudzień
- Rok XXIX: 2018, nr 1(359)–12(370), styczeń-grudzień
- Rok XXX: 2019, nr 1(371)–12(382), styczeń-grudzień
- Rok XXXI: 2020, nr 1(383)–12(394), styczeń-grudzień
- Rok XXXII: 2021, nr 1(395)–12(406), styczeń-grudzień
- Rok XXXIII: 2022, nr 1(407)–12(418), styczeń-grudzień
- Rok XXXIV: 2023, nr 1(419)–12(430), styczeń-grudzień
- Rok XXXV: 2024, nr 1(431)–12(442), styczeń-grudzień

## Redakcja i współpracownicy

### Redaktorzy naczelni
- hm. Olgierd Fietkiewicz – od 09.1990 r. do 10.1991 r.
- hm. Alina Leciejewska-Nosal – od 10.1991 r. do 04.1994 r.
- hm. Adam Czetwertyński – od 04.1994 r. do 06.2002 r.[2]
- hm. Grzegorz Całek – od 06.2002 r.[2]

### Redakcja i współpracownicy
Zastępcy redaktora naczelnego: hm. Halina „Misia” Jankowska oraz hm. Adam Czetwertyński.
Z pismem współpracowali m.in.: hm. Andrzej Borodzik, hm. Paweł Chmielewski, hm. Lucyna Czechowska, hm. Andrzej Glass, hm. Rafał Klepacz, hm. Wojciech Kuczkowski, hm. Emilia Kulczyk-Prus, hm. Ewa Lachiewicz-Walińska, hm. Wiesław Laskowski, hm. Jolanta Łaba, hm. Stefan Mirowski, hm. Hanna Musur-Bzdak, hm. Ryszard Pacławski, hm. Ryszard Polaszewski, hm. Anna Poraj, hm. Anita Regucka-Kwaśnik, phm. Piotr Rodzoch, hm. Andrzej Sawuła, hm. Dariusz Supeł.

## Obchody 25-lecia
W 2015 obchodzono 25. rocznicę wydania pierwszego numeru „Czuwaj”. Dla jej uczczenia Główna Kwatera ZHP ustanowiła Medal Pamiątkowy XXV-lecia „Czuwaj”. Medal został przyznany przez Naczelnika ZHP 62 osobom – redaktorom i stałym współpracownikom czasopisma.